# CGA Mining
CGA Mining (CGA Mining Limited, früher Central Asia Gold Limited) war ein börsennotiertes Bergbauunternehmen aus Perth in Australien. Es erkundete Lagerstätten und betrieb Bergwerke. 
Seine wichtigste Anlage war die Goldmine auf der philippinischen Insel Masbate, nahe der Stadt Aroroy. Diese Mine übernahm CGA Mining im Jahr 2007; 2009 wurden 150.000 Unzen Gold gefördert.
Das Unternehmen wurde 2012 für einen Kaufpreis von 947 Millionen Kanadischen Dollar von dem kanadischen Minenunternehmen B2Gold übernommen.